# Nimeä mut uudestaan
Nimeä mut uudestaan è l'album di debutto della cantante finlandese Sini Yasemin, pubblicato l'8 febbraio 2019 su etichetta discografica Universal Music Finland.

## Tracce
1. Mantra – 4:05
2. Mun kaa – 3:49
3. Sekaisin selvinpäin – 3:34
4. Rappioromantiikkaa – 3:26
5. Kavereita, pt. 2 – 4:13
6. Lihasmuistissa – 3:30
7. Kyynelii – 3:23
8. Adiós – 3:03
9. Nahkarotsikeli – 2:38
10. 4:02 – 1:09
11. Epävakaa – 3:52
12. Adoptoi mun sydän – 3:26
13. Nimeä mut uudestaan – 4:24

## Classifiche
| Classifica (2019) | Posizione massima |
| ----------------- | ----------------- |
| Finlandia         | 10                |